# Jonathan Tammuz
Jonathan Tammuz (* 28. Mai 1954 in Petach Tikwa, Israel) ist ein britisch-kanadischer Filmregisseur und Filmproduzent.

## Leben
Jonathan Tammuz ist einer der beiden Söhne des Journalisten und Schriftstellers Benjamin Tammuz (1919–1989) und dessen Ehefrau Miriam Tammuz, geb. Solberg. Sein Vater arbeitete für die israelische Tageszeitung Haaretz, bevor er 1971 als Kulturattaché an die Israelische Botschaft in London berufen wurde. Jonathan Tammuz studierte in London an der Brunel University, wo er 1980 mit dem Bachelor of Science abschloss. Danach setzte er seine Studien bis 1982 an der Polytechnic of Central London fort. Schließlich erlangte er 1987 einen Abschluss in Regie an der National Film and Television School.
Tammuz lernte während des Studiums Elizabeth „Lib“ Stephen kennen, die er 1985 heiratete. Sie gründeten 1989 in London das Unternehmen Stephen-Tammuz Productions zur Produktion von Filmen, Werbespots und Videos. Im selben Jahr erschien der von Tammuz inszenierte Kurzfilm The Child Eater, zu dem Lib Stephen das Drehbuch beisteuerte und der in Zusammenarbeit mit der Channel 4 Television Corporation entstand. Der 11 Minuten lange Film spielt im Jahr 1954 auf einem abgelegenen Bauernhof in Wales, wo die achtjährige Betty zu Besuch ist und aufgrund einer scherzhaften Bemerkung anfängt zu glauben, dass ihr Onkel (Alun Armstrong) kleine Mädchen isst, wenn sie nicht brav sind. The Child Eater war 1989 für den Gold Hugo auf dem Chicago International Film Festival und 1990 für einen Oscar in der Kategorie „Bester Kurzfilm“ nominiert.
Mit seiner Regiearbeit Minotaur (1997) adaptierte Tammuz den gleichnamigen Roman seines Vaters aus dem Jahr 1980. Der romantische Thriller mit Mili Avital und Dan Turgeman in den Hauptrollen handelt von einem auf Attentate spezialisierten israelischen Geheimagenten, der sich in eine Musikstudentin verliebt, ihr aufgrund seiner Situation aber nur als heimlicher Verehrer anonyme Briefe und Geschenke schickt. Minotaur wurde für einen Ophir Award in der Kategorie „Bester Film“ nominiert. Ein weiterer abendfüllender Film von Tammuz ist Rupert's Land (1998) mit Samuel West in der Titelrolle. Die Komödie handelt von zwei entfremdeten Brüdern, die zusammen zur Beerdigung ihres Vaters reisen. Rupert's Land war für fünf Genie Awards nominiert und gewann sechs Leo Awards, jeweils unter anderem im Bereich Regie. Tammuz inzensierte weitere Kurzfilme und arbeitete als Produzent und Fernsehregisseur bei Spiel- und Dokumentarproduktionen von Channel 4, NHK und Showtime.
Tammuz hat mit Lib Stephen, die auch als Kinderbuchillustratorin tätig ist, einen Sohn und eine Tochter. Die Familie lebt in der kanadischen Stadt Vancouver. Tammuz lehrt an der dortigen Emily Carr University of Art and Design.

## Filmografie (Auswahl)
- 1988: Cordoba
- 1989: Streets of Yesterday
- 1989: The Child Eater
- 1992: It's a Cat's Life
- 1993: Macbeth
- 1997: Minotaur
- 1998: Rupert's Land
- 1998: House Arrest (Kurzfilm)
- 1999: All American Hero (Kurzfilm)
- 2000: Abe's Manhood (Kurzfilm)
- 2003: Street Time (Fernsehserie, 1 Folge)
- 2012: Mother's Love (Kurzfilm)
- 2015: 50/50 (Kurzfilm)
- 2019: Red Snow
- 2019: Heard From Above (Kurzfilm)